# Banda Frutos Tropicais
A Banda Frutos Tropicais foi um grupo musical formado em 1988, liderado pelo vocalista Jorginho. A banda ganhou fama com as canções "Céu da Boca" (conhecida como "Chupa Toda"), gravada por artistas como Ivete Sangalo e Gilberto Gil.

## História
Em 1988, a banda Frutos Tropicais lançou o seu primeiro disco de vinil (LP), o álbum de nome homônimo produzido por Raimundo Jorge. Nele foram gravados sucessos como "Céu da Boca" e "Xibiu", ambos de autoria de Reinaldo Marcel. Com ritmo frenético inspirado no Merengue, as canções traziam em sua letra duplos sentidos, que marcaram a geração das pessoas que ouviam e dançavam ao som destas canções. A canção "Xibiu" foi inspirada em uma bala de mesmo nome. Como na Bahia xibiu também tem um outro sentido, a música logo tomou conotação sensualizada e se estendeu fazendo sucesso até 1990.
A banda, por fim, foi extinta (não há relato de quando), mas em 2012, ensaiou-se uma possível volta, agora com o nome de Frutos Naturais, com o mesmo vocalista e novo produtor, Marcelo Luz; se apresentando em oito cidades da Bahia, com shows de forró, para em seguida lançar um novo disco compacto (CD), em julho do mesmo ano. Não há relatos sobre o que aconteceu com o grupo até 2016, quando a banda retornou com o mesmo nome do início de sua formação. No início deste mesmo ano, novamente com o nome de "Frutos Tropicais", a banda é apresentada ao público com novos vocalistas: Parreu Show, Andréa Leal e Tânia Kenisser.